# Heterolaophonte variabilis
Heterolaophonte variabilis är en kräftdjursart som beskrevs av Lang 1965. Heterolaophonte variabilis ingår i släktet Heterolaophonte och familjen Laophontidae. Inga underarter finns listade i Catalogue of Life.